# Revolver (singolo)
Revolver è un brano musicale della cantautrice statunitense Madonna, estratto come secondo singolo da Celebration, raccolta di successi della cantante. Al brano, prodotto dalla stessa Madonna e da DJ Frank E, partecipa anche il rapper Lil Wayne nella strofa finale. Nella versione radiofonica remixata da David Guetta (One Love Remix) manca la parte cantata dal rapper Lil Wayne.

## Descrizione
Nel marzo 2009 Madonna ha composto due nuovi brani, prodotti da Paul Oakenfold, da includere nella sua compilation, Celebration, pubblicata nello stesso anno. Il brano era già stato pubblicato su Internet il 29 settembre 2009, giorno dell'uscita di Celebration, e messo in circolazione a partire da maggio. Nel dicembre 2009 la rivista NME ha confermato la pubblicazione di Revolver come secondo singolo della raccolta.
Per comporre il brano, Madonna si è avvalsa della collaborazione di Carlos Battey, Steven Battey, Dwayne Carter, Justin Franks e Brandon Kitchen. La rivista Rolling Stones paragona il pezzo al brano elettropop di Britney Spears, Radar (2009).

## Tracce

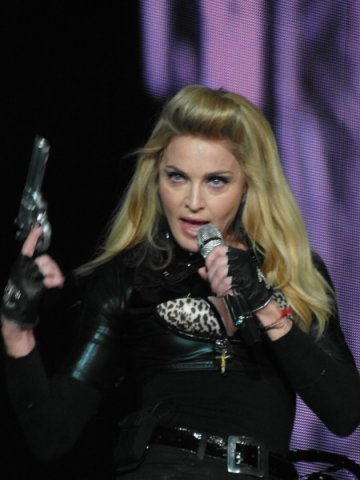
Revolver live al MDNA Tour del 2012.

iTunes EU Digital Single (Feat. Lil Wayne) ^
1. Revolver (Madonna vs. David Guetta One Love Version Feat. Lil Wayne) - 3:16

iTunes EU Digital Single (Madonna vs. David Guetta) ^
1. Revolver (Madonna vs. David Guetta One Love Version) - 2:59
2. Celebration (Feat. Akon) - 3:54

EU/USA CD Maxi Single / Digital Maxi Single
1. Revolver (Madonna vs. David Guetta One Love Version Feat. Lil Wayne) - 3:16
2. Revolver (Madonna vs. David Guetta One Love Version) - 2:59
3. Revolver (Madonna vs. David Guetta One Love Remix) - 4:32
4. Revolver (Paul van Dyk Remix) - 8:34
5. Revolver (Paul van Dyk Dub) - 8:34
6. Revolver (Tracy Young's Shoot To Kill Remix) - 9:24
7. Celebration (Feat. Akon) - 3:54
8. Celebration (Felguk Love Remix) - 6:38

EU/USA 12" Vinyl Single
1. Revolver (Madonna vs. David Guetta One Love Remix) - 4:32
2. Revolver (Paul van Dyk Remix) - 8:34
3. Revolver (Tracy Young's Shoot To Kill Remix) - 9:24
4. Revolver (Paul van Dyk Dub) - 8:34
5. Revolver (Madonna vs. David Guetta One Love Version Feat. Lil Wayne) - 3:16
6. Celebration (Feat. Akon) - 3:54
7. Celebration (Felguk Love Remix) - 6:38

## Classifiche
| Classifica (2009/2010) | Posizione più alta |
| ---------------------- | ------------------ |
| Belgio (Fiandre)       | 21                 |
| Belgio (Vallonia)      | 12                 |
| Canada                 | 47                 |
| Cile                   | 58                 |
| Danimarca              | 30                 |
| Finlandia              | 9                  |
| Francia                | 25                 |
| Irlanda                | 41                 |
| Italia                 | 12                 |
| Repubblica Ceca        | 22                 |
| Spagna                 | 39                 |
| Official Singles Chart | 130                |

## Pubblicazione
| Nazione     | Data             | Formato          | Etichetta    |
| ----------- | ---------------- | ---------------- | ------------ |
| Regno Unito | 14 dicembre 2009 | Digital download | Warner Bros. |
| Europa      | 29 dicembre 2009 | Digital download | Warner Bros. |
| Stati Uniti | 29 dicembre 2009 | Digital download | Warner Bros. |
| Australia   | 29 dicembre 2009 | Digital download | Warner Bros. |
| Europa      | 22 gennaio 2010  | CD single        | Warner Bros. |
| Stati Uniti | 26 gennaio 2010  | CD single        | Warner Bros. |
| Europa      | 5 febbraio 2010  | 12" Vinyl        | Warner Bros. |
| Stati Uniti | 9 febbraio 2010  | 12" Vinyl        | Warner Bros. |